# Hermenegild Jireček

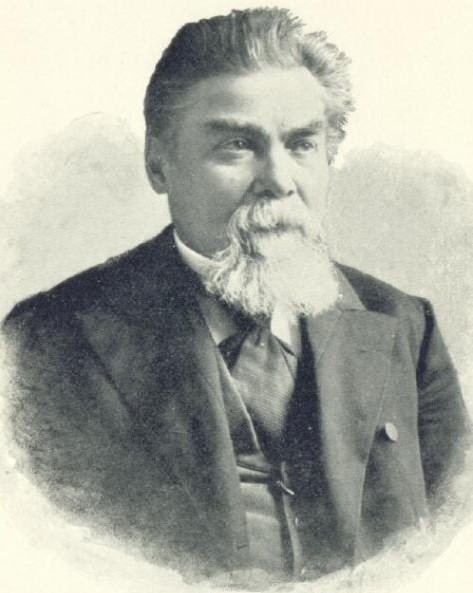
Hermenegild Jireček

Hermenegild Jireček (* 13. April 1827 in Hohenmauth, Böhmen; † 29. Dezember 1909) war ein österreichischer Jurist.

## Leben
Hermenegild Jireček war der Bruder des Josef Jireček und studierte an der Universität Prag die Rechte. Er wurde 1854 im österreichischen Unterrichtsministerium angestellt, in welchem er 1871 Abteilungsrat wurde.
Jireček schrieb seit 1854 eine Reihe von Erzählungen, die teils in Zeitschriften, teils gesammelt unter dem Titel Novelly (Wien 1853) erschienen, war an der Redaktion verschiedener Blätter beteiligt und lieferte eine Anzahl Arbeiten aus der slawischen Rechtsgeschichte.
1882 wurde er als korrespondierendes Mitglied in die Russische Akademie der Wissenschaften in Sankt Petersburg aufgenommen.

## Publikationen
- Über Eigentumsverletzungen und deren Rechtsfolgen nach dem altböhmischen Recht (Wien 1855);
- Das slawische Recht in Böhmen u. Mähren bis zum 14. Jahrhundert (Spisy právnické o právu českém v XVI-tém století , tschechisch, Prag 1863–73, 3 Bde.)
- Das Recht in Böhmen und Mähren (1865–66, Bd. 1).
- Codex juris bohemici (Prag 1867–92, Bd. 1–11).
- Geographische Dichterbilder (Wien 1881).